# Máscara de Flandres

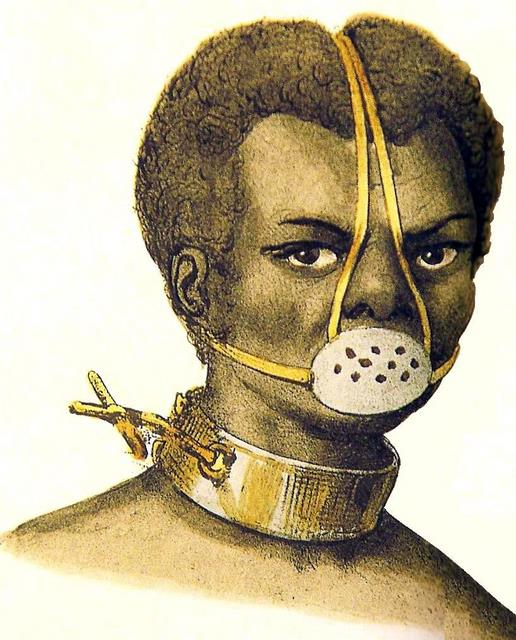
Um tipo de máscara, usada no Brasil. Jacques Arago, 1839. Museu Afro Brasil.

Máscara de Flandres, ou máscara de folha de flandres, era uma espécie de máscara, fabricada com folha de flandres, usada no período da escravidão no Brasil, para impedir que os escravos ingerissem alimentos, bebidas ou terra (a ingestão de terra, ou geofagia, era um método comum de suicídio). Feitas de chapa de aço laminada, eram trancadas com um cadeado atrás da cabeça, possuindo orifícios para os olhos e nariz, mas impedindo totalmente o acesso à boca.
A geofagia voluntária, hábito de comer terra, provocava uma infecção pelo verme necator americanus, incapacitando o escravo. Considerando que o lucro do proprietário era dependente da exploração do trabalho escravo, o adoecimento dos prisioneiros era tratado como prejuízo econômico. O uso da máscara também impedia o consumo de álcool, prática comum que possibilitava a fuga da realidade desumana através da embriaguez, além de impedir apropriação de alimentos e diamantes.
A máscara é mencionada no conto Pai contra Mãe, de Machado de Assis, logo no primeiro parágrafo. Trata-se do único conto do autor que é especificamente sobre a escravidão:

[…]  A máscara fazia perder o vício da embriaguez aos escravos, por lhes tapar a boca. Tinha só três buracos, dous para ver, um para respirar, e era fechada atrás da cabeça por um cadeado. Com o vício de beber, perdiam a tentação de furtar, porque geralmente era dos vinténs do senhor que eles tiravam com que matar a sede, e aí ficavam dous pecados extintos, e a sobriedade e a honestidade certas. Era grotesca tal máscara, mas a ordem social e humana nem sempre se alcança sem o grotesco, e alguma vez o cruel. Os funileiros as tinham penduradas, à venda, na porta das lojas.— Machado de Assis, Pai contra Mãe, 1906
A Escrava Anastácia, cujo verdadeiro nome é desconhecido, costuma ser representada usando uma máscara de Flandres.
Segundo a autora Grada Kilomba, a máscara também seria uma forma de censura à fala e à enunciação das pessoas escravizadas.